# Felix Monsén
Felix Monsén (* 6. November 1994 in Saltsjöbaden, Stockholms län) ist ein schwedischer Skirennläufer. Der mehrfache schwedische Meister ist auf die schnellen Disziplinen Abfahrt und Super-G spezialisiert, startet vereinzelt aber auch in der Kombination und im Riesenslalom.

## Biografie
Felix Monsén wuchs in Saltsjöbaden, einem Vorort von Stockholm, auf. Im Alter von zwölf Jahren übersiedelte er mit seinen Eltern und seinen Brüdern nach Åre. Während seiner Jugend trieb er auch abseits der Skipisten viel Sport und übte sich etwa in Fußball, Tennis und Schwimmen.
Zwei Wochen nach seinem 15. Geburtstag bestritt er in Tärnaby seine ersten FIS-Rennen. Im Februar 2011 nahm er am Europäischen Olympischen Winter-Jugendfestival in Liberec teil und belegte Rang 59 im Riesenslalom. Sein Europacup-Debüt gab Monsén am 3. Dezember 2013 im Riesenslalom von Klövsjö, in derselben Saison sicherte er sich im Riesenslalom seinen ersten Staatsmeistertitel. Im Januar 2015 gelang ihm mit Rang zwei im Super-G von Val-d’Isère sein erster Europacup-Podestplatz.
Dieses Ergebnis ermöglichte ihm im März 2015 im Super-G von Kvitfjell sein Weltcup-Debüt. Bei seinen dritten Juniorenweltmeisterschaften in Hafjell belegte er in den beiden Speeddisziplinen jeweils Rang sieben. Aufgrund einer im Sommertraining erlittenen Verletzung musste er die komplette Saison 2015/16 aussetzen und gab sein Comeback im Dezember 2016 im Nor-Am Cup. Nach guten Ergebnissen, darunter ein Podestplatz, setzte er die Saison im Weltcup fort. Bei den Weltmeisterschaften 2017 in St. Moritz ging er in drei Disziplinen an den Start und erreichte in der Abfahrt mit Rang 16 ein respektables Ergebnis, im Super-G und der Kombination schied er aus. In Kvitfjell holte er mit den Rängen 29 und 30 in Abfahrt und Super-G seine ersten Weltcuppunkte. Am Ende der Saison gewann er erstmals die schwedischen Meistertitel in beiden schnellen Disziplinen. Die Weltcupsaison 2018/19 brachte für Monsén nur zwei Ergebnisse in den Punkterängen, jedoch konnte er sich bei den Weltmeisterschaften 2019 in Åre sowohl in Abfahrt, Super-G und der Kombination in den vorderen Rängen klassieren, hierbei war Rang 10 in der Kombination sein bestes Ergebnis. 
In der folgenden Saison gelang ihm im Europacup eine Leistungssteigerung und er belegte nach vier Platzierungen unter den besten zehn Rang neun in der Abfahrtswertung. Im Weltcup erzielte er mit den Rängen 23 und 24 in den beiden Kombinationen in Bormio und Wengen seine vorläufig besten Resultate. Für die Olympischen Spiele in Pyeongchang wurde er nicht berücksichtigt. Im April konnte er beide Staatsmeistertitel erfolgreich verteidigen. In der Saison 2020/21 etablierte sich Monsén in der erweiterten Weltspitze, als er sich in der zweiten Saisonhälfte bei allen Speedrennen in den Top 20 platzieren konnte.
Zu Beginn der Saison 2021/22 erreichte er mit Rang 13 in der Abfahrt von Lake Louise seine bisher beste Platzierung im Weltcup.
Am 16. Dezember 2021 stürzte Mosén beim Abfahrtstraining in Gröden schwer. Er zog sich unter anderem eine Verletzung an der Kniescheibensehne sowie am Meniskus und am Kreuzband. Damit fiel er für den Rest der Saison aus.

## Erfolge

### Weltmeisterschaften
- St. Moritz 2017: 16. Abfahrt, DNF Super-G, DNF Kombination.
- Åre 2019: 10. Kombination, 16. Abfahrt, 19. Super-G
- Cortina d’Ampezzo 2021: 17. Abfahrt
- Saalbach-Hinterglemm 2025: 11. Team-Kombination, 16. Abfahrt, 20. Super-G

### Weltcup
- - 5 Platzierungen unter den besten 15, davon ein Top-10-Platz (Stand nach Super-G Kitzbühel vom 24. Januar 2025)

### Weltcupwertungen
| Saison  | Gesamt | Gesamt | Abfahrt | Abfahrt | Super-G | Super-G | Kombination | Kombination |
| Saison  | Platz  | Punkte | Platz   | Punkte  | Platz   | Punkte  | Platz       | Punkte      |
| ------- | ------ | ------ | ------- | ------- | ------- | ------- | ----------- | ----------- |
| 2016/17 | 158.   | 3      | 52.     | 2       | 56.     | 1       | –           | –           |
| 2017/18 | 129.   | 15     | –       | –       | –       | –       | 27.         | 15          |
| 2018/19 | 124.   | 16     | 49.     | 11      | –       | –       | 38.         | 5           |
| 2019/20 | 115.   | 29     | 45.     | 16      | 45.     | 13      | –           | –           |
| 2020/21 | 73.    | 88     | 32.     | 38      | 29.     | 50      | –           | –           |
| 2021/22 | 117.   | 23     | 43.     | 20      | 49.     | 3       | –           | –           |

### Juniorenweltmeisterschaften
- Québec 2013: 39. Abfahrt, 39. Super-G, DNF Riesenslalom
- Jasná 2014: 14. Super-G, 15. Abfahrt, DNF Riesenslalom, DNF Super Kombination
- Hafjell 2015: 7. Abfahrt, 7. Super-G, 19. Kombination

### Europacup
- Saison 2017/18: 9. Abfahrtswertung
- 9 Platzierungen unter den besten 10, davon ein Podestplatz

### Nor-Am Cup
- Saison 2016/17: 10. Abfahrtswertung
- 10 Platzierungen unter den besten 10, davon ein Podestplatz

### South American Cup
- Saison 2024: 4. Abfahrtswertung, 7. Gesamtwertung, 8. Super-G-Wertung
- 7 Platzierungen unter den besten 10, davon ein Podestplatz

### Europäisches Olympisches Winter-Jugendfestival
- Liberec 2011: 1. Mannschaft, 59. Riesenslalom, DNF Slalom

### Weitere Erfolge
- 6 schwedische Meistertitel (Riesenslalom 2014, Super-G 2015, 2017 und 2018, Abfahrt 2017 und 2018)
- 2 schwedische Jugendmeistertitel (Abfahrt und Super-G 2014)
- 6 Siege in FIS-Rennen